# Gastronomía de Europa

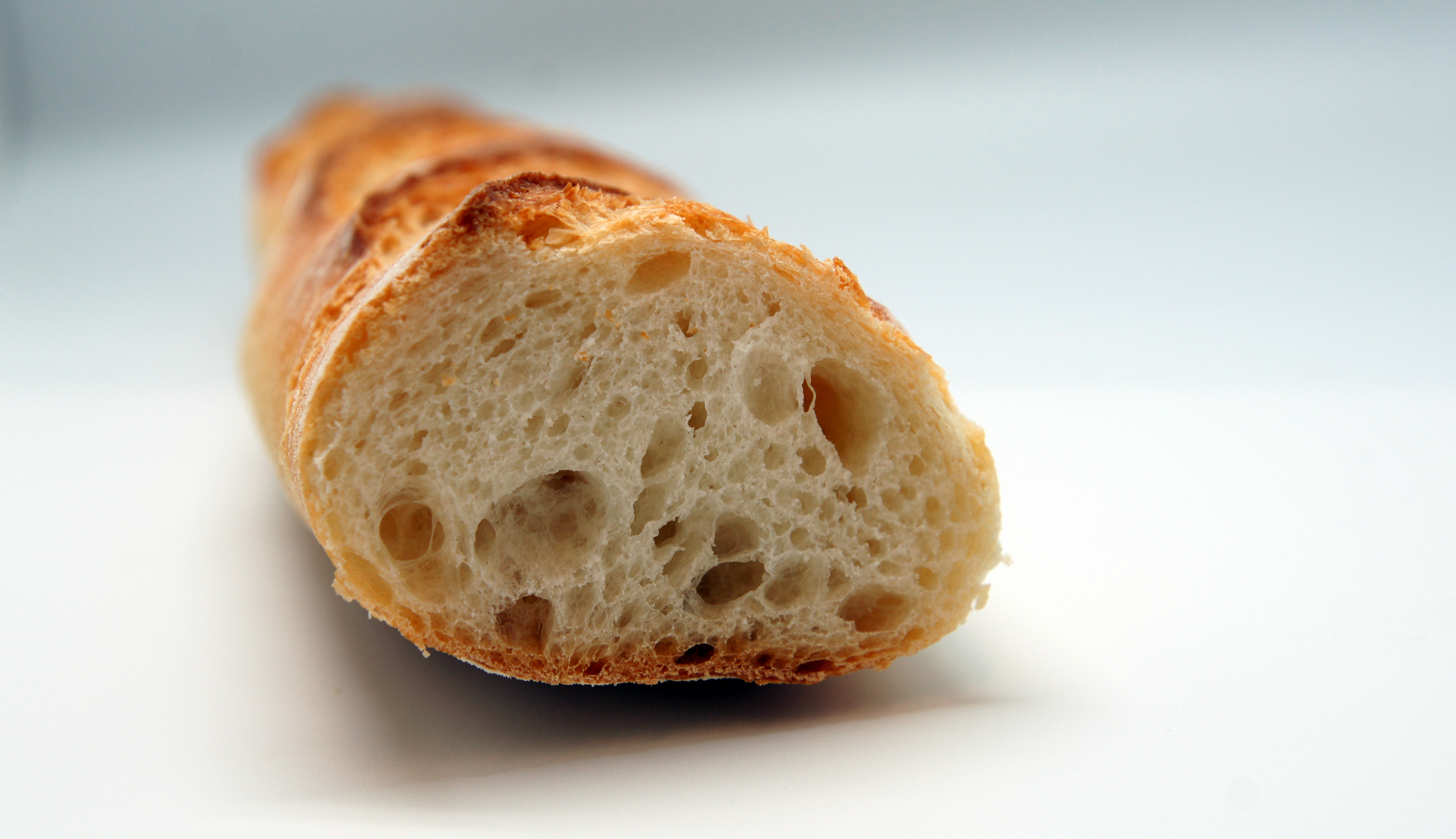
Baguette francés

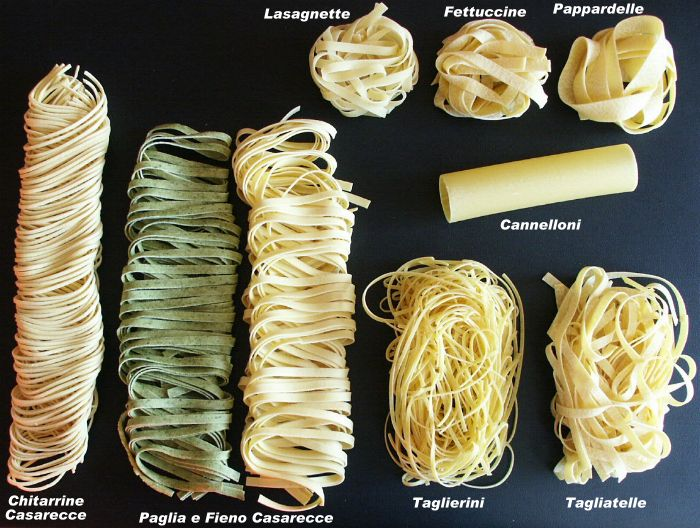
Pasta Italiana

La gastronomía de Europa, o alternativamente la gastronomía de Occidente, es un término generalizado refiriéndose colectivamente a las gastronomías de Europa  y otros países occidentales, incluyendo a Rusia, así como a gastronomías no indígenas de América, África del Sur, y Oceanía, las cuales derivan de la influencia de los colonos europeos en aquellas regiones. El término es utilizado en Asia Oriental para contrastar con estilos asiáticos de cocina. El plazo a veces puede referirse más específicamente a gastronomía en Europa; y en las islas británicas se utiliza ocasionalmente para referirse exclusivamente a la gastronomía continental.

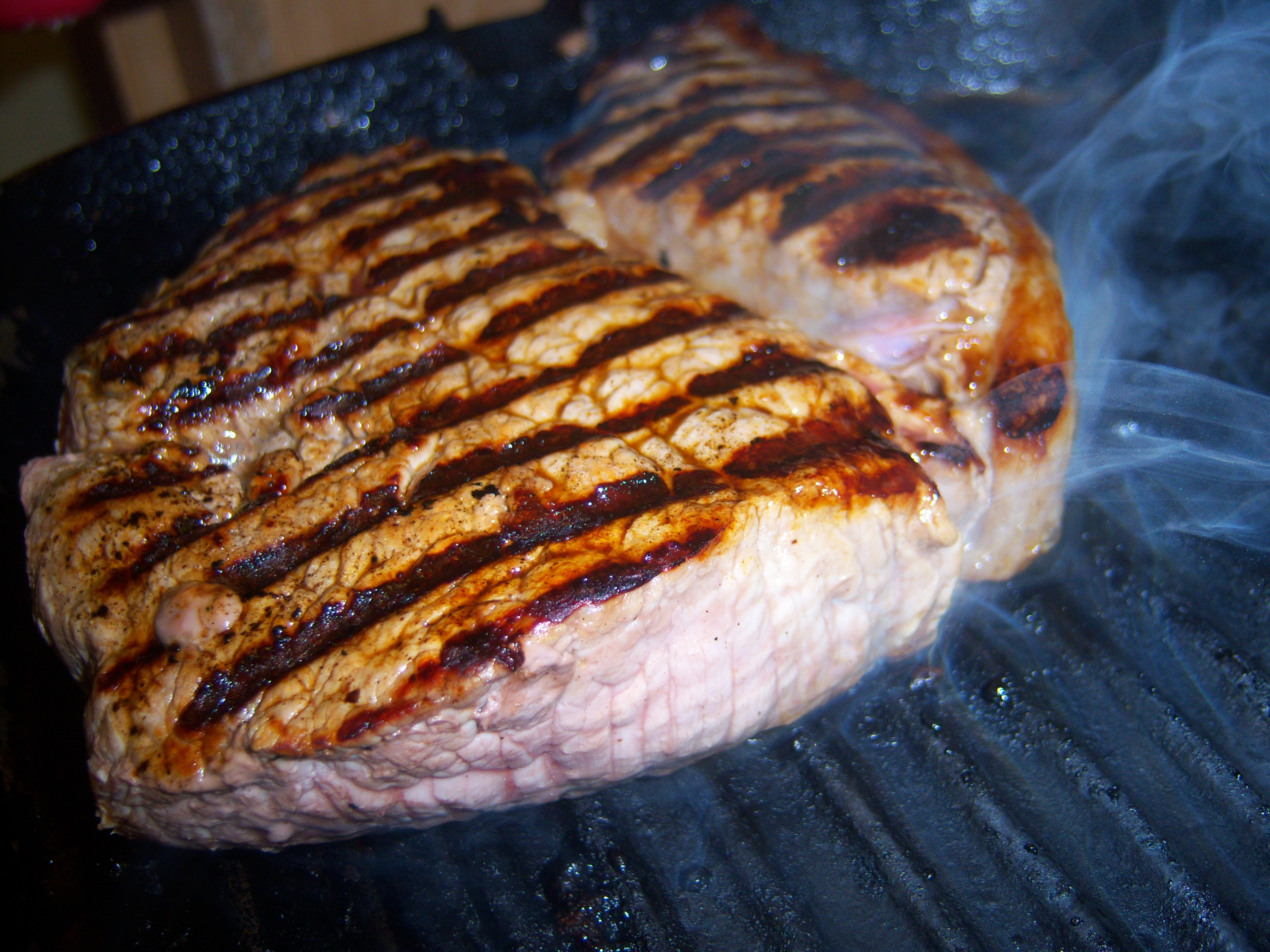
Bistec a la parrilla

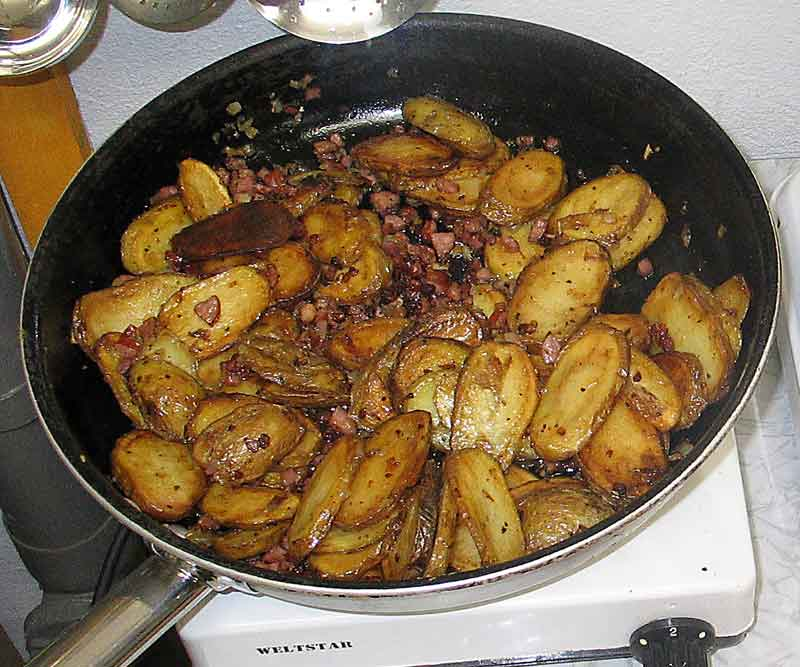
Patatas fritas caseras

Las gastronomías de los países occidentales son diversas entre ellas, sin embargo hay características comunes que distingue el modo de cocinar del asiático y de otros. Comparado con cocina tradicional de países asiáticos, por ejemplo, la carne es más prominente y en tamaños de porciones más sustanciosos. En particular el bistec y la chuleta son platos comunes en Occidente. Las gastronomías occidentales también mucho énfasis en el vino de uva y en utilizar salsas como condimentos, sazonadores o acompañamientos (en parte debido a la dificultad de los condimentos en penetran las grandísimas piezas de carne a menudo utilizadas en la cocina occidental). Muchos los productos lácteos son utilizados durante la cocción, exceptuando la nouvelle cuisine. Los quesos son producidos en cientos de variedades diferentes, y productos fermentados de la leche están también disponibles en una gran selección. El pan de harina de trigo ha sido durante mucho tiempo la fuente más común de almidón en esta cocina junto con la pasta, la masa y la repostería además de la patata que se ha convertido en la planta de almidón más importante en la dieta de europeos y su diáspora desde la colonización europea de América, particularmente en la Europa del Norte. El maíz es mucho menos común en la mayoría de dietas europeas que en las de América; aun así la comida con maíz (polenta o mămăligă), es una parte importante de la gastronomía de Italia y los Balcanes. A pesar de que el pan plano (especialmente con toppings como la pizza o la tarte flambée),y el arroz son consumidos en Europa, no constituyen un elemento básico siempre presentes a diferencia de otras regiones. Las Ensaladas (platos fríos con vegetales crudos o cocinados con salsa) es una parte integral de Gastronomía europea.
Las cenas europeas formales son servidas en distintas comidas. La presentación europea evolucionó del servicio a la francesa, trayendo múltiples platos a la mesa a la vez; al servicio a la rusa, donde los platos están presentados secuencialmente. Normalmente, los platos fríos, caliente, salados y dulces son servidos estrictamente separados en este mismo orden como hors d'oeuvre (aperitivo) o sopa, como entrante y plato principal, y como postre. Los platos que eran tanto dulces y salados a la vez eran común antiguamente en la gastronomía de la Antigua Roma  pero son inusuales hoy en día, siendo los platos dulces tan solo servidos como postres. Un servicio donde los huéspedes son libres de coger la comida por ellos mismos se llama un bufé y está normalmente restringido a fiestas o vacaciones. No obstante, los huéspedes deben de seguir el mismo .
Históricamente, la gastronomía europea ha sido desarrollada en la realeza europea y la nobleza. Los miembros de la nobleza europea eran normalmente portadores de armas y vivían en mansiones en el campo. El cuchillo era el principal instrumento para comer (cubertería), utilizado para bistecs y otras comidas que requerían ser troceadas. En contraste con Extremo Oriente, la clase gobernante era los funcionarios de la justicia , quienes en la cocina le dejaban su comida ya troceada lista para ser consumida con palillos. El cuchillo era sustituido por la cuchara para las sopas, mientras que el tenedor fue introducido más tarde en la Edad Moderna cerca del siglo XVII. Hoy en día, la mayoría de los platos están hechos para ser comidos con cubertería y sólo unas cuantas comidas pueden ser consumidas con las manos en compañía educada.

## Gastronomías de Europa Central
Todos estos países tienen su especialidades. Austria es famosa para su Wiener Schnitzel  (chuleta de ternera empanada servida con un trozo de limón) mientras que la República Checa lo es por sus renombradas cervezas mundiales. Alemania por sus mundialmente famosos wursts, Hungría por su goulash, Eslovaquia por su pasta Halusky similar a los ñoquis, Eslovenia por su gastronomía influenciada por la alemana y la italiana, Polonia por sus mundialmente famosos Pierogis, los cuales son un híbrido entre los raviolis y las empanadas. Liechtenstein y Suiza germanófona son famosos por su Rösti mientras que la Suiza francófona por su Raclettes.
- Gastronomía de Austria
- Gastronomía de Chequia
- Gastronomía de Alemania
- Gastronomía de Hungría
- Gastronomía de Polonia
- Gastronomía de Liechtenstein
- Gastronomía de Eslovaquia
- Gastronomía de Eslovenia
- Gastronomía de Suiza

## Gastronomías de Europa del Este
- Gastronomía de Armenia
- Gastronomía de Azerbaiyán
- Gastronomía de Bielorrusia
- Gastronomía de Bulgaria
- Gastronomía de Georgia
- Gastronomía de Moldavia
- Gastronomía de Rusia
  - Gastronomía de Mordovia
  - Gastronomía Tártara
- Gastronomía de Rumanía
- Gastronomía de Ucrania
  - Gastronomía de los tártaros de Crimea

## Gastronomías de Europa del Norte
- Gastronomía del Reino Unido
  -  Gastronomía de Inglaterra
  -  Gastronomía de Irlanda del Norte
  -  Gastronomía de Escocia
  -  Gastronomía de Gales
- Gastronomía de Dinamarca
- Gastronomía de Estonia
- Gastronomía de las Islas Feroe
- Gastronomía de Finlandia
- Gastronomía de Islandia
- Gastronomía de Irlanda
- Gastronomía de Letonia
- Gastronomía de Lituania
- Gastronomía de Noruega
- Gastronomía de los Sami
- Gastronomía de Suecia

## Gastronomías de Europa del Sur
- Gastronomía de Albania
- Gastronomía de Bosnia y Herzegovina
- Gastronomía de Croacia
- Gastronomía de Chipre
  - Gastronomía de Chipre del Norte
- Gastronomía de Gibraltar
- Gastronomía de Grecia
  - Gastronomía de la Macedonia griega
- Gastronomía de Italiana
  - Neapolitan Cocina
  - Sardinian Cocina
  - Sicilian Cocina
  - Tuscan Cocina
  - Gastronomía de Venecia
- Gastronomía de Macedonia
- Gastronomía de Malta
- Gastronomía de Montenegro
- Gastronomía de Portugal
- Gastronomía de San Marino
- Gastronomía de Serbia
  - Gastronomía de Kosovo
- Gastronomía de España
  - Gastronomía de Andalucía
  - Gastronomía de Asturias
  - Gastronomía de Aragón
  - Gastronomía de Baleares
  - Gastronomía del País Vasco
  - Gastronomía de Canarias
  - Gastronomía de Cantabria
  - Gastronomía de Castilla-La Mancha
  - Gastronomía de Castilla y León
  - Gastronomía de Cataluña
  - Gastronomía de Extremadura
  - Gastronomía de Galicia
  - Gastronomía de Menorca
  - Gastronomía de la Comunidad Valenciana
- Gastronomía de Turquía

## Gastronomía de Europa Occidental
- Gastronomía de Bélgica
- Gastronomía del Reino Unido
  - Gastronomía de Inglaterra
  - Gastronomía de Irlanda del Norte
  - Gastronomía de Escocia
  - Gastronomía de Gales
- Gastronomía de los Países Bajos
- Gastronomía de Francia
  - Gastronomía de Occitania 
  - Haute Cuisine
    - Classique cuisine
    - Nouvelle cuisine
- Gastronomía de Irlanda
- Gastronomía de Luxemburgo
- Gastronomía de Mónaco

## Seguir leyendo
- Albala, Ken (2003). Food in Early Modern Europe. Greenwood Publishing Group. ISBN 0313319626. Consultado el 6 de junio de 2017.
- R & R Publishing; (et al.) (2005). European Cuisine: The Best in European Food. Cpg Incorporated. ISBN 1740225279. Consultado el 6 de junio de 2017.

- Datos: Q579316
- Multimedia: Cuisine of Europe / Q579316